# Dixonius melanostictus
Dixonius melanostictus е вид влечуго от семейство Геконови (Gekkonidae).

## Разпространение
Видът е разпространен в Тайланд.